# مشروع الهملايا لإعتام عدسة العين
تم إنشاء مشروع الهملايا لإعتام عدسة العين Himalayan Cataract Project (HCP) في عام 1994 من قبل الدكتور جيفري تابين والدكتور Sanduk Ruit بهدف إنشاء بنية تحتية مستدامة للعناية بالعيون في جبال الهملايا. يمكّن HCP الأطباء المحليين من توفير رعاية العيون من خلال نقل المهارات والتعليم. منذ البداية يستجيب مشروع HCP للحاجة الملحة للعناية بالعيون في منطقة الهملايا. مع برامج في نيبال والتبت والصين وبوتان والهند وسيكيم وباكستان[بحاجة لمصدر] لقد تمكنوا من إعادة البصر لعشرات الآلاف من المكفوفين كل عام منذ 1994.
بالإضافة إلى ذلك تم طلب مساعدة المندوبين المفوضين لإجراء دراسة تجريبية حول خدمات العناية بالعيون في اثنتي عشرة قرية بحثية للألفية في أفريقيا جنوب الصحراء الكبرى.[بحاجة لمصدر] تم إنشاء مشروع قرى الألفية جزئيًا لإثبات أن التنفيذ الناجح لأهداف الأمم المتحدة الإنمائية للألفية ممكن في أفقر المناطق وأكثرها فقراً في العالم النامي.[بحاجة لمصدر] وافق برنامج الرعاية الصحية على توفير رعاية شاملة للعيون في كل قرية (5000 لكل قرية) ولإثبات أن تكاليف هذه الخدمات سوف تتناسب مع ميزانية الصحة المعقدة للأمم المتحدة لمشروع قرى الألفية.[بحاجة لمصدر] حتى الآن، تم إجراء تدخلات في أوغندا وإثيوبيا وغانا مع تقديم تدخلات فعالة مثل جراحات الساد والانكسار وتوزيع النظارات.[بحاجة لمصدر]

## الخلفية
وفقًا لتقديرات منظمة الصحة العالمية كانت الأسباب الأكثر شيوعًا للعمى حول العالم في عام 2002 هي:
1. إعتام عدسة العين (47.9٪)
2. الجلوكوما (12.3٪)
3. التنكس البقعي المرتبط بالعمر (8.7٪)
4. عتامة القرنية (5.1٪)
5. اعتلال الشبكية السكري (4.8٪)
6. عمى الأطفال (3.9٪)
7. التراخوما (3.6٪)
8. داء كلابية الذنب (0.8٪) [5]

## الأهداف
- تعليم طب العيون ورعايتها على جميع المستويات
- إنشاء بنية تحتية للعناية بالعيون من الدرجة الأولى من خلال إنشاء مراكز التميز ومرافق التوجيه
- جعل جميع المرافق مكتفية ذاتيا من الناحية المالية
- معالجة رعاية العيون من مستوى الصحة العامة إلى رعاية التخصصات الفرعية

في عام 1993، تم إجراء 15000 عملية جراحية لإعتام عدسة العين في نيبال،[بحاجة لمصدر] استخدم 1000 منها فقط عدسات باطن العين. تم إجراء معظم هذه العمليات الجراحية الحديثة البالغ عددها 1000 عملية بواسطة المدير المشارك لـ HCP، الدكتور ساندوك رويت، الذي جلب الجراحة المجهرية باستخدام تقنية العدسات داخل العين إلى المنطقة.[بحاجة لمصدر] قبل هذه التقنية كانت جراحة الساد تتألف من استخراج الساد داخل الكبسولة، حيث يتم إزالة العدسة والكبسولة بالكامل من العين ويتم إعطاء المريض نظارات سميكة مرهقة لا توفر رؤية محيطية ورؤية مباشرة مشوهة.[بحاجة لمصدر] في ذلك الوقت، كان السببان الرئيسيان الثاني والثالث للعمى بعد إعتام عدسة العين هو فقدان القدرة على التنفس بسبب فقدان هذه النظارات السميكة، وفشل جراحة الساد.[بحاجة لمصدر]
عام 2003 أجريت أكثر من 118000 عملية جراحية لإعتام عدسة العين في نيبال[بحاجة لمصدر] وتم إجراء أكثر من 98 % باستخدام الجراحة المجهرية وزراعة العدسات. نيبال هي الدولة الوحيدة في منطقة الهملايا التي تجري عمليات جراحية لإعتام عدسة العين أكثر من المعدل السنوي لعمى الساد الجديد.[بحاجة لمصدر]

## استرداد التكاليف
تسعى جميع مرافق المشروع إلى أن تكون مكتفية ذاتيًا بالكامل من الناحية المالية من خلال برنامج مميز لاسترداد التكلفة يقوم فيه المرضى الأثرياء بدعم المرضى الفقراء.[بحاجة لمصدر]
يدفع ثلث المرضى 100 دولار أمريكي كاملة مقابل إجراء كامل، وجراحة إعتام عدسة العين الحديثة، وجميع رعاية ما بعد الجراحة. يدفع 20% من المرضى مبلغًا أقل بناءً على ما يمكنهم دفعه. يتلقى الثلث المتبقي من المرضى رعاية جراحية لإعتام عدسة العين مجانًا تمامًا. مع هذا النموذج، يمكن للمرافق تغطية جميع التكاليف. 

## معهد تيلجانجالطب العيون
معهد تيلجانجا لطب العيون (TIOC) هو الرائد في برنامج نيبال للعيون والمرفق الحالي تم افتتاحه في عام 1994. وهي منظمة غير حكومية غير ربحية، قائمة على المجتمع، ملتزمة بتقديم خدمات رعاية العيون وتنفيذ مفهوم الرؤية 2020 للقضاء على العمى الذي يمكن تجنبه. أهداف TEC هو العمل كنموذج للعلاج والبحث والتدريب، بالتعاون مع جميع مراكز ومؤسسات رعاية العيون الأخرى في نيبال.[بحاجة لمصدر]

## د. ساندك رويت
نشأ الدكتور ساندوك رويت في قرية نائية في شرق نيبال.[بحاجة لمصدر] التحق بالمدرسة في الهند وأكمل إقامته في طب العيون لمدة ثلاث سنوات في معهد All India المرموق للعلوم الطبية في دلهي، الهند.[بحاجة لمصدر] أكمل أيضًا زمالات في الجراحة المجهرية في هولندا وأستراليا بالإضافة إلى تدريب إضافي على طب العيون في معهد ويلمر للعيون التابع لكلية الطب في جامعة جونز هوبكنز وجامعة ميشيغان.[بحاجة لمصدر] في عام 1986 التقت الدكتورة روت بالبروفيسور فريد هولوز من سيدني في أستراليا بينما زار هولوز نيبال كمستشار لمنظمة الصحة العالمية.[بحاجة لمصدر] ذهب للدراسة معه لمدة 14 شهرًا في مستشفى أمير ويلز في سيدني.[بحاجة لمصدر] كان هولوز معلم ساندك رويت وإلهامه في العمل الذي يقوم به.
عندما عاد الدكتور رويت إلى نيبال كان له دور فعال في تشكيل برنامج نيبال للعيون وعمل على مسح وبائي ضخم للعمى في نيبال.  كان أول طبيب نيبالي يجري جراحة الساد بزرع عدسة داخل مقلة العين وكان رائدًا في استخدام جراحة إزالة الساد خارج المحفظة بالجراحة المجهرية مع غرسات عدسة الغرفة الخلفية في معسكرات العين البعيدة.  الرغم من قيام منظمات دولية مهمة أخرى برعاية معسكرات العيون في المنطقة لتوفير رعاية العيون وتدريب أطباء العيون المحليين، كانت المعسكرات التي أنشأها الدكتور رويت أول من أدخل استخدام العدسات داخل العين في جراحة الساد. ببساطة، هذا هو إزالة الساد وإدخال عدسة بلاستيكية داخل العين.

## دكتور جيفري تابين
الدكتور جيفري تابين هو أستاذ طب وجراحة العيون والطب العالمي في جامعة ستانفورد ومعهد بايرز للعيون. تخرج من جامعة ييل وحصل على ماجستير في الفلسفة من جامعة أكسفورد بمنحة مارشال الدراسية.  حصل على درجة الماجستير في الطب من كلية الطب بجامعة هارفارد في عام 1985.  تضافرت خلفيته في الفلسفة والأفكار الخاصة بتحسين تقديم الرعاية الصحية بعد رحلة تسلق إلى نيبال حيث أصبح أول طبيب عيون يصل قمة جبل افرست.
يقضي الدكتور تابين ثلاثة أشهر على الأقل كل عام في آسيا للعمل مع نظرائه النيباليين لتوجيه جهود مركز تيلجانجا للعيون لتوفير معيار دولي للعناية بالعيون والمشاركة في برامج التوعية.  بصفته مدير مشروع Himalayan Cataract، يتمتع بخبرة تزيد عن عشر سنوات في إدارة منظمة خيرية دولية.  وهو قائد في كل من مجتمع طب العيون المحلي والأكاديمية الأمريكية لطب العيون.  الدكتور تابين هو أيضًا الحاصل على جائزة الخدمة الإنسانية المتميزة لعام 2008  التي تمنحها الأكاديمية الأمريكية لطب العيون تقديراً لجهوده الإنسانية الدولية.

## كتب عن المشروع
في يونيو 2013، اصدر Random House كتابًا جديدًا عن الدكتور تابين والدكتور رويت من HCP.[بحاجة لمصدر] بقلم ديفيد أوليفر ريلين، المؤلف المشارك لكتاب ثلاثة أكواب من الشاي، Second Suns: طبيبان وسعيهما المذهل لاستعادة البصر وإنقاذ الأرواح نسخة محفوظة 7 سبتمبر 2015 على موقع واي باك مشين. يلقي الضوء على عمل أطباء العيون في المشروع الدكتور جيفري تابين والدكتور ساندك روت.

## أعمال سينما
الفيلم الوثائقي الضوء من الهملايا'Light of the Himalaya' (2006) هو فيلم وثائقي حائز على 9 جوائز لمايكل براون، أنتجه David D'Angelo بالتعاون مع Rush HD و The North Face .[بحاجة لمصدر] في قلب سلسلة الجبال الأكثر رعباً على وجه الأرض يعيش أناس طيبون يعانون من أعلى معدلات عمى الساد على هذا الكوكب. ينضم فريق نورث فيس الرياضي إلى جراحي العيون من نيبال وأمريكا على أمل إحداث فرق. يتتبع هذا الفيلم عمل الأطباء في المشروع وصولاً إلى قمة عملاقة من جبال الهملايا يبلغ ارتفاعه 21 ألف قدم.

## التعريف
في عدد ديسمبر 2009 من مجلة National Geographic Adventure، عرضت القصة الطويلة (بعنوان «البصيرة The Visionary») تابين وعمله مع HCP.

## الروابط الخارجية
- موقع مشروع Himalayan Cataract
- صفحة مشروع Himalayan Cataract على Facebook
- معهد تيلجانجا لطب العيون
- Vision2020 الحق في الرؤية
- الرحلات في هذه المنطقة
- ضوء جبال الهملايا في موقع IMDb

|